# Ian James Corlett
Ian James Corlett, född 29 augusti 1962 i Burnaby i British Columbia, är en kanadensisk-amerikansk röstskådespelare, animatör och författare. Han har bland annat gjort rösten till Mega Man i TV-serien med samma namn, Cheetor i Beast Wars: Transformers och Goku (som vuxen) i Dragon Ball Z (engelskspråkiga dubben). Han innehade den sistnämnda röstrollen från 1996 till 1997.
Corlett är bosatt i Vancouver tillsammans med sin hustru Sandra Corlett och deras två barn, och har utöver detta även ett ytterligare hem i USA och i det kaliforniska Palm Springs. Ett av hans två barn, dottern Claire Corlett (född 1999), arbetar också inom skådespelarbranschen.

## Filmografi (i urval)

### Filmer
- 1996 – Mowgli
- 1997 – Lapitch – den lilla skomakaren
- 2000 – Hjälp! Jag är en fisk
- 2000 – Caspers spöklika jul
- 2001 – Barbie i Nötknäpparen
- 2002 – Barbie som Rapunzel
- 2003 – Ben Hur
- 2003 – Barbie i Svansjön
- 2004 – Barbie som prinsessan och tiggarflickan
- 2007 – Barbie som Öprinsessan
- 2007 – Tom & Jerry: En nötknäckarsaga
- 2011 – Jakten på Zhu
- 2013 – Superman: Unbound
- 2016 – Ratchet & Clank
- 2016 – Sausage Party
- 2020 – Greyhound
- 2022 – Röd

### Animeserier
- 1993 – Ranma ½
- 1995 – Dragon Ball
- 1996 – Dragon Ball Z (till 1997)
- 2022 – Cyberpunk: Edgerunners

### Animerade TV-serier
- 1989–1991 – Captain N: The Game Master (TV-serie)
- 1993 – Adventures of Sonic the Hedgehog (TV-serie)
- 1994–2001 – ReBoot (TV-serie)
- 1994–1995 – Mega Man (TV-serie)
- 1996–1999 – Beast Wars: Transformers (TV-serie)
- 1999–2000 – Beast Machines: Transformers (TV-serie)
- 1999 – Sonic Underground (TV-serie)
- 1999–2005 – Dragon Tales (TV-serie)
- 2001–2003 – Sitting Ducks (TV-serie)
- 2001–2006 – Baby Looney Tunes (TV-serie)
- 2001 – Justice League (TV-serie)
- 2002–2009 – Noddy (TV-serie)
- 2003 – Tvillingarna Kramp (TV-serie)
- 2005–2013 – Totally Spies! (TV-serie)
- 2005–2014 – Johnny Test (TV-serie)
- 2008–2009 – Monster Buster Club (TV-serie)
- 2009 – League of Super Evil (TV-serie)
- 2009–2020 – Dinosaurietåget (TV-serie)
- 2010 – Hero: 108 (TV-serie)
- 2010 – My Little Pony: Vänskap är magisk (TV-serie)
- 2011–2021 – Lego Ninjago: Masters of Spinjitzu (TV-serie)
- 2012 – Slugterra (TV-serie)
- 2013 – Pac-Man och spökäventyren (TV-serie)
- 2013–2014 – Sabrina tonårshäxan (TV-serie)
- 2014–2015 – Doktor Dimensionsbrallan (TV-serie)
- 2016 – Lugn i stormen (TV-serie) (pågående sändningar)
- 2017–2021 – Vampyrina (TV-serie)
- 2018–2020 – The Hollow (TV-serie)
- 2019–2022 – Drakprinsen (TV-serie)
- 2023 – Family Guy (TV-serie)
- 2025 – Devil May Cry (TV-serie) (pågående sändningar)

### Videospel
- 2005 – Devil Kings
- 2017 – Marvel vs. Capcom: Infinite
- 2017 – Thimbleweed Park
- 2020 – G.I. Joe: Operation Blackout
- 2020 – Cobra Kai: The Karate Kid Saga Continues
- 2021 – Chivalry 2
- 2023 – Overwatch 2 (säsong 6)
- 2024 – Final Fantasy VII Rebirth
- 2025 – Marvel Rivals